# Potamonautes ecorssei
Potamonautes ecorssei is een krabbensoort uit de familie van de Potamonautidae. De wetenschappelijke naam van de soort is voor het eerst geldig gepubliceerd in 1902 door Marchand.